# Tripanosomosi africana
La tripanosomosi humana africana (o tripanosomiasi humana africana), també coneguda com a malaltia de la son, és una protozoosi produïda pel Trypanosoma brucei, que és transmesa als humans per picades de la mosca Tse-tse (gènere Glossina) les quals s'havien infectat en alimentar-se d'humans o animals que eren portadors dels paràsits. L'Organització Mundial de la Salut la inclou a la llista de les vint Malalties tropicals desateses (MTD).

## El vector i la transmissió
Les mosques tse-tse es troben a l'Àfrica subsahariana i part de l'Àfrica central.
Només certes espècies transmeten la malaltia. Diferents espècies tenen diferents hàbitats. Principalment es troben en la vegetació costanera de rius i llacs, en selva en galeria i a la sabana. Hi ha moltes zones on es troben les mosques però no la malaltia. Això és degut al fet que les mosques no neixen amb el tripanosoma dins, sinó que entra a les glàndules salivals de la mosca quan aquesta beu aigua infectada o en xuclar algun humà o animal amb la malaltia.
Les poblacions rurals que habiten en regions on passa la transmissió i les quals depenen de l'agricultura, la pesca, la cria o la caça d'animals són les més exposades a la picada de la mosca i, en conseqüència, a la malaltia. La malaltia del son generalment està present en àrees rurals remotes on els sistemes de salut són precaris o inexistents. La malaltia es dissemina en petits assentaments. Els desplaçaments de poblacions per guerres i pobresa són factors molt importants que condueixen a un augment en la taxa de transmissió. La malaltia progressa en àrees amb una mida pot anar d'una aldea a una regió sencera. Dins d'una àrea determinada, la intensitat de la malaltia pot ser variable en diferents pobles.

## Infecció i símptomes
La malaltia és transmesa mitjançant la picada d'una mosca tse-tse infectada. Al principi els tripanosomes es multipliquen en els teixits subcutanis, sang i limfa. Al mateix temps, els paràsits envaeixen el sistema nerviós central en creuar la barrera hematoencefàlica. El procés pot trigar anys amb T.b. gambiense.
Infecció congènita: el tripanosoma pot creuar la placenta i infectar al fetus.
La transmissió mecànica és possible. No obstant això, és difícil estimar l'impacte epidemiològic de transmissió en comparació amb altres insectes hematòfags.
Infeccions accidentals van tenir lloc en laboratoris a causa de clavar agulles contaminades.
La primera etapa de la malaltia, coneguda com a fase hemolimfàtic, presenta atacs de febre, migranyes, dolors d'articulacions i picor. La segona fase, coneguda com a fase neurològica, comença quan el paràsit travessa la barrera hematoencefàlica i envaeix el sistema nerviós central. En general això passa quan els signes característics i símptomes es manifesten: confusió, alteracions dels sentits i pobre coordinació. Alteracions del cicle de son, el que li dona el nom a la malaltia, és una característica important de la segona etapa de la malaltia. Sense tractament, la malaltia de la son és letal.

## Tipus
La tripanosomosi humana africana té dues formes depenent el paràsit involucrat:
- Trypanosoma brucei gambiense (TbG) es troba a l'Àfrica Central i Àfrica Occidental. Aquesta forma representa més del 90% dels casos de malaltia del son i causa una infecció crònica. Una persona pot ser infectada per mesos o fins i tot anys sense més signes o símptomes de la malaltia. Quan els símptomes apareixen el pacient sovint ja es troba en una etapa avançada de la malaltia, quan el sistema nerviós central està afectat.
- Trypanosoma brucei rhodesiense (TbR) es troba a l'Àfrica Oriental i la regió sud del continent. Aquesta forma representa menys del 10% dels casos i causa infecció aguda. Els primers signes i símptomes s'aprecien després d'uns pocs mesos o setmanes. La malaltia progressa ràpidament i envaeix el sistema nerviós central.
- Una altra forma de tripanosomosi es troba en 15 països d'Amèrica del Sud i d'Amèrica Central. És coneguda com a tripanosomosi americana o mal de Chagas. L'agent etiològic és el Trypanosoma cruzi.

## Tripanosomiasi animals
Altres espècies i subespècies del gènere Trypanosoma, són patògens als animals i causen tripanosomosi animals en moltes espècies animals salvatges i domèstiques. En el bestiar la malaltia és coneguda com a Nagana o N'gana, una paraula zulu que vol dir "estar deprimit/decaigut".
Els animals poden ser hostes del patogen humà, especialment T.b. rhodesiense, és per això que els animals domèstics i salvatges són importants reservoris de paràsits. Els animals poden ser infectats també per T.b. gambiense, però el paper epidemiològic precís d'aquests reservoris no és ben clar. Aquesta malaltia mata els animals. La malaltia en animals domèstics i particularment en bestiar és un obstacle important en el desenvolupament econòmic de les àrees rurals afectades.

## Epidèmies
Van tenir lloc diverses epidèmies a l'Àfrica durant el segle xix: una entre 1896 i 1906, principalment a Uganda i la Conca del Congo, una altra el 1920 en un nombre de països africans, i la més recent començant el 1970. L'epidèmia de 1920 va ser controlada gràcies als equips mòbils que van organitzar el monitoratge de milions de persones en àrees de risc. A mitjan anys 60 del segle xx, la malaltia gairebé havia desaparegut. Després de l'èxit, la vigilància es va flexibilitzar, i la malaltia va reaparèixer en diverses àrees al llarg dels últims 30 anys. Recentment els esforços de l'OMS i dels programes de control nacionals i d'organitzacions no governamentals (ONG) han frenat i revertit la tendència creixent de notificacions de nous casos.

## Distribució geogràfica de la malaltia
L'amenaça és l'Àfrica subsahariana. No obstant això, només una petita porció d'aquestes estan sota vigilància amb controls regulars, tenen accés a centres de salut equipats per diagnosi o bé protegits per intervencions de control del vector.
El 1986, un panell d'experts convocats per l'OMS, va estimar que aproximadament 70 milions de persones vivien en àrees on la transmissió de la malaltia pot tenir lloc.
El 1998, gairebé 40.000 casos van ser reportats, però aquest nombre no reflecteix la situació real. Estimativament entre 300.000 i 500.000 casos més romanien sense diagnosticar i en conseqüència sense tractar.
Durant períodes epidèmics recents, en diverses aldees a la República Democràtica del Congo, Angola i Sudan del Sud, la prevalia arribava al 50%. La malaltia del son va ser considerada la primera o segona causa de mort, fins i tot per sobre de la sida, en aquestes comunitats.
Per a 2005, la vigilància ha estat reforçada i el nombre de nous casos reportats al continent es van reduir substancialment, entre 1998 i 2004 les dades per a totes dues formes de la malaltia van caure de 37.991-17.616. Actualment el nombre estimat de casos es troba entre 50.000 i 70.000.

## Progrés en el control de la malaltia
El 2000, OMS va establir una societat públic privada amb Aventis Pharma (avui Sanofi-Aventis) la qual va permetre la creació d'un equip de vigilància de l'OMS, el qual proveeix suport als països endèmics en el control de les activitats i també proveegratuitamente drogues per al tractament dels pacients.
El 2006, l'èxit en mantenir relativament baix el nombre de casos de la malaltia del somni ha encoratjat a un nombre de socis privats a mantenir l'esforç inicial de l'OMS cap a l'eliminació de la malaltia com un problema de salut pública.

## Administració i tractament de la malaltia
La profilaxi de la malaltia es fa en 3 passos:
- Recerca (screening) de potencials casos d'infecció. Això inclou l'ús de test serològics i / o revisió de signes clínics de la malaltia - generalment glàndules cervicals inflades.
- Diagnosi demostrant que el paràsit és present.
- Estudi de l'etapa en què es troba la malaltia per determinar el seu estat d'avanç, el que inclou examen del fluid cervell-espinal obtingut per punció lumbar.

La diagnosi s'ha de fer al més aviat possible i abans de l'etapa neurològica per evitar un tractament amb procediments difícils, complicats i arriscats.
La primera llarga i asimptomàtica etapa de la malaltia del son per "T.b. gambiense" és un dels factors que requereix la implementació d'un screening actiu i exhaustiu de la població en risc per identificar pacients en les etapes primerenques i reduir les transmissió. Aquest screening exhaustiu requereix una major inversió en recursos materials i humans. A l'Àfrica aquests recursos habitualment escassegen, particularment en les àrees remotes on la malaltia incideix majoritàriament. Com a resultat d'aquesta manca de recursos, molts individus infectats poden morir abans de ser diagnosticats.
El tipus de tractament depèn de l'etapa de la malaltia. Les drogues utilitzades en la primera etapa de la malaltia són menys tòxiques, més fàcils d'administrar i més efectives. Com més aviat es detecta la malaltia, millor és la perspectiva d'assolir una cura. L'èxit d'un tractament en la segona etapa depèn d'una droga que pot creuar la barrera hematoencefàlica per arribar al paràsit. Aquestes drogues són bastant tòxiques i complicades d'administrar. Quatre drogues han estat registrades per al tractament de la malaltia del son i lliurades gratuïtament als països endèmics a través d'una societat privada-pública de l'OMS amb Sanofi-Aventis (pentamidine, melarsoprol i eflornithine) i amb Bayer AG (suramin).

### Tractaments de la primera etapa
Pentamidina descoberta el 1941, usada per al tractament de la primera etapa de la malaltia del son per "Tb gambiense". Té pocs efectes indesitjables i és ben tolerada pels pacients.
Suramina: descoberta el 1921, usada en el tractament de la primera etapa de la malaltia del son per "Tb rhodesiense". Provoca certs efectes indesitjables en el tracte urinari i reaccions al·lèrgiques.

### Tractaments de la segona etapa
Melarsoprol: descobert el 1949, és utilitzat en les dues formes de la infecció. Derivat de l'arsènic i té molts efectes col·laterals indesitjats. El més dramàtic és una síndrome encefalopàtica, la qual pot ser fatal (3% al 10%). Un augment en la resistència a les drogues ha estat observat en diversos focus, particularment a l'Àfrica central.
Eflornitina: aquesta molècula, menys tòxica que el melarsoprol, va ser registrada el 1990. Només és efectiva contra "T.b. gambiense". És una alternativa al tractament amb melarsoprol. El tractament requereix infusions intravenoses. Actualment s'utilitza com a tractament de primera línia en combinació amb el nifurtimox.

## El paper de l'Organització Mundial de la Salut
El ressorgiment de la malaltia del son des de la dècada de 1970 va conduir a l'OMS a reforçar el seu programa de tripanosomosi humana africana. L'objectiu és coordinar activitats en països endèmics i mobilitzar un ampli espectre de socis col·laboradors.
El Programa de l'OMS proveeix suport i assistència tècnica als programes nacionals de control. Una xarxa formada per països donants, fundacions privades, ONG, institucions regionals, centres de recerca i universitats ha estat establerta per participar en la vigilància i el control de la malaltia i emprendre projectes d'investigació per al desenvolupament de noves drogues i eines de diagnòstic.
Els objectius del programa de l'OMS són:
- Enfortir i coordinar mesures de control i assegurar activitats de camp sostingudes.
- Enfortir els sistemes de vigilància existents.
- Sustentar el monitoratge dels tractaments i la resistència a drogues a través de la xarxa.
- Desenvolupar base de dades i implementar activitats de capacitació.
- Promoure col·laboracions interagències amb la Food and Agriculture Organisation (FAO) i l'Agència Internacional d'Energia Atòmica (IAEA). Aquesta agència està treballant en el control del vector mitjançant mascles estèrils per radiació. Sumat a això hi ha un programa conjunt contra la tripanosomosi africana (Paata) que inclou l'OMS (salut humana), FAO (salut animal) i IAEA (control del vector).